# Maxi Kleber
Maximilian „Maxi” Kleber (ur. 29 stycznia 1992 w Würzburgu) – niemiecki koszykarz grający na pozycji silnego skrzydłowego, obecnie zawodnik Los Angeles Lakers.

## Osiągnięcia
Stan na 16 grudnia 2017, na podstawie, o ile nie zaznaczono inaczej.
Drużynowe
- 4. miejsce podczas mistrzostw ligi niemieckiej (2012, 2016, 2017)
- Finalista pucharu Niemiec (2016, 2017)
- Uczestnik turnieju Nike Global Challenge (2011 – 6. miejsce)

Indywidualne
- Najefektywniejszy zawodnik niemieckiej ligi BBL (2017)
- Zaliczony do 
  - I składu turnieju Nike Global Challenge (2011)
  - II składu:
    - Eurocup (2017)
    - niemieckiej ligi BBL (2017)
- Uczestnik meczu gwiazd ligi niemieckiej (2014, 2017)

Reprezentacja
- Uczestnik kwalifikacji do Eurobasketu (2014)